# Sinocyclocheilus maculatus
Sinocyclocheilus maculatus är en fiskart som beskrevs av Li 2000. Sinocyclocheilus maculatus ingår i släktet Sinocyclocheilus och familjen karpfiskar. Inga underarter finns listade i Catalogue of Life.